# Subtitlu
În cărți și în alte lucrări, un subtitlu este un titlu explicativ sau alternativ. Unul dintre primele exemple este celebrul roman al lui Mary Shelley intitulat Frankenstein; or, the Modern Prometheus; prin utilizarea subtitlului „The Modern Prometheus”, ea face referire la titanul din mitologia greacă ca un indiciu al temei romanului.

## Literatură
Folosirea unor subtitluri la piesele de teatru era un procedeu literar la modă în Epoca Elisabetană; William Shakespeare a parodiat această modă în piesa A douăsprezecea noapte, căreia i-a oferit deliberat subtitlul What You Will, ceea ce înseamnă că subtitlul poate fi ceea ce vrea publicul să fie. În general, subtitlurile sunt tipărite adesea cu un font mai puțin proeminent sau cu litere de dimensiuni mai mici.
Unele edituri moderne aleg să renunțe la subtitluri atunci când republică opere literare vechi, precum celebrul roman al lui Mary Shelley, care este republicat de multe ori pur și simplu ca Frankenstein.

## Alte domenii
În cinematografie, au fost folosite subtitluri în filme ca Dr. Strangelove or: How I Learned to Stop Worrying and Love the Bomb și Birdman or (The Unexpected Virtue of Ignorance).
Subtitlurile sunt folosite, de asemenea, pentru a deosebi între ele mai multe producții dintr-o serie, în loc de sau pe lângă un număr, ca în cazurile următoare: Pirații din Caraibe: Cufărul omului mort, al doilea film din seria Pirații din Caraibe; Mario Kart: Super Circuit, cel de-al treilea joc video din seria Mario Kart; și Star Trek II: Furia lui Khan, cel de-al doilea film din seria Star Trek.